# FIVB Volleyball World Grand Prix 2012
FIVB Volleyball World Grand Prix 2013 spelades 8 juni till 1 juli 2012. Det var den 20:e upplagan av tävlingen, som organiseras av FIVB. I turneringen deltog 20 landslag och USA vann tävlingen för femte gången genom att besegra Brasilien i finalen. Megan Hodge utsågs till mest värdefulla spelare.

## Deltagande lag
| Lag                     | Turnering                       | Deltog senast |
| ----------------------- | ------------------------------- | ------------- |
| Argentina               | 6:a Panamerikanska cupen 2011   | Macao 2011    |
| Brasilien               | Wild card                       | Macao 2011    |
| Dominikanska republiken | 2:a Panamerikanska cupen 2011   | Macao 2011    |
| Italien                 | 4:a EM 2011                     | Macao 2011    |
| Japan                   | Wild card                       | Macao 2011    |
| Kina                    | Värdland                        | Macao 2011    |
| Kuba                    | 4:a Panamerikanska cupen 2011   | Macao 2011    |
| Polen                   | Wild card                       | Macao 2011    |
| Puerto Rico             | 5:a Panamerikanska cupen 2011   | Ningbo 2010   |
| Serbien                 | 1:a EM 2011                     | Macao 2011    |
| Sydkorea                | 3:a asiatiska mästerskapet 2011 | Macao 2011    |
| USA                     | 3:a Panamerikanska cupen 2011   | Macao 2011    |
| Taiwan                  | Slutspel                        | Ningbo 2010   |
| Thailand                | 4:a asiatiska mästerskapet 2011 | Macao 2011    |
| Turkiet                 | 3:a EM 2011                     | Yokohama 2008 |
| Tyskland                | 2:a EM 2011                     | Macao 2011    |

## Gruppspelsfasen

### Första helgen
| Grupp A                                                    | Grupp B                                                                    | Grupp C                                            | Grupp D                                               |
| ---------------------------------------------------------- | -------------------------------------------------------------------------- | -------------------------------------------------- | ----------------------------------------------------- |
| Spelplats: Macao Argentina · Kina · Puerto Rico · Thailand | Spelplats: Santo Domingo Tyskland · Dominikanska republiken · USA · Taiwan | Spelplats: Pusan Sydkorea · Kuba · Japan · Turkiet | Spelplats: Łódź Brasilien · Italien · Polen · Serbien |

#### Grupp A
Spelplats:Fórum de Macau, Macao
| Datum    | Mellan                  | Resultat | Set   | Set   | Set   | Set   | Set | Poäng totalt | Speltid | Åskådare |
| Datum    | Mellan                  | Resultat | 1     | 2     | 3     | 4     | 5   | Poäng totalt | Speltid | Åskådare |
| -------- | ----------------------- | -------- | ----- | ----- | ----- | ----- | --- | ------------ | ------- | -------- |
| 08-06-12 | Argentina - Thailand    | 0 - 3    | 18:25 | 9:25  | 22:25 |       |     | 49 - 75      | 1:07    | 1 000    |
| 08-06-12 | Kina - Puerto Rico      | 3 - 0    | 25:15 | 25:19 | 25:16 |       |     | 75 - 50      | 1:12    | 3 200    |
| 09-06-12 | Puerto Rico - Thailand  | 0 - 3    | 21:25 | 20:25 | 22:25 |       |     | 63 - 75      | 1:18    | 2 600    |
| 09-06-12 | Argentina - Kina        | 1 - 3    | 25:23 | 18:25 | 22:25 | 18:25 |     | 83 - 98      | 1:45    | 3 400    |
| 10-06-12 | Argentina - Puerto Rico | 1 - 3    | 20:25 | 16:25 | 25:16 | 17:25 |     | 78 - 91      | 1:43    | 2 800    |
| 10-06-12 | Kina - Thailand         | 3 - 1    | 18:25 | 25:20 | 25:18 | 25:19 |     | 93 - 82      | 1:38    | 3 880    |

#### Grupp B
Spelplats: Palacio del Voleibol, Santo Domingo
| Datum    | Mellan                             | Resultat | Set   | Set   | Set   | Set   | Set | Poäng totalt | Speltid | Åskådare |
| Datum    | Mellan                             | Resultat | 1     | 2     | 3     | 4     | 5   | Poäng totalt | Speltid | Åskådare |
| -------- | ---------------------------------- | -------- | ----- | ----- | ----- | ----- | --- | ------------ | ------- | -------- |
| 08-06-12 | Tyskland - USA                     | 1 - 3    | 17:25 | 15:25 | 25:23 | 11:25 |     | 68 - 98      | 2:03    | 4 990    |
| 08-06-12 | Dominikanska republiken - Taiwan   | 3 - 0    | 25:23 | 25:19 | 25:18 |       |     | 75 - 60      | 1:30    | 5 500    |
| 09-06-12 | USA - Taiwan                       | 3 - 0    | 25:10 | 25:22 | 25:12 |       |     | 75 - 44      | 1:18    | 3 150    |
| 09-06-12 | Tyskland - Dominikanska republiken | 3 - 0    | 25:16 | 25:18 | 25:19 |       |     | 75 - 53      | 1:37    | 5 900    |
| 10-06-12 | Taiwan - Tyskland                  | 0 - 3    | 11:25 | 15:25 | 15:25 |       |     | 41 - 75      | 1:15    | 2 100    |
| 10-06-12 | Dominikanska republiken - USA      | 0 - 3    | 18:25 | 19:25 | 15:25 |       |     | 52 - 75      | 1:37    | 6 100    |

#### Grupp C
Spelplats: Sajik Indoor Gymnasium, Pusan
| Datum    | Mellan             | Resultat | Set   | Set   | Set   | Set   | Set   | Poäng totalt | Speltid | Åskådare |
| Datum    | Mellan             | Resultat | 1     | 2     | 3     | 4     | 5     | Poäng totalt | Speltid | Åskådare |
| -------- | ------------------ | -------- | ----- | ----- | ----- | ----- | ----- | ------------ | ------- | -------- |
| 08-06-12 | Japan - Turkiet    | 0 - 3    | 19:25 | 21:25 | 21:25 |       |       | 61 - 75      | 1:10    | 340      |
| 08-06-12 | Sydkorea - Kuba    | 2 - 3    | 25:23 | 25:27 | 18:25 | 25:23 | 11:15 | 104 - 113    | 2:11    | 1 610    |
| 09-06-12 | Sydkorea - Turkiet | 1 - 3    | 18:25 | 25:22 | 21:25 | 14:25 |       | 78 - 97      | 1:44    | 2 450    |
| 09-06-12 | Japan - Kuba       | 1 - 3    | 20:25 | 25:20 | 18:25 | 20:25 |       | 83 - 95      | 1:38    | 1 251    |
| 10-06-12 | Sydkorea - Japan   | 1 - 3    | 19:25 | 25:23 | 19:25 | 22:25 |       | 85 - 98      | 1:50    | 4 120    |
| 10-06-12 | Kuba - Turkiet     | 3 - 1    | 25:20 | 21:25 | 25:20 | 25:17 |       | 96 - 82      | 1:38    | 890      |

#### Grupp D
Spelplats: Atlas Arena, Łódź
| Datum    | Mellan              | Resultat | Set   | Set   | Set   | Set   | Set   | Poäng totalt | Speltid | Åskådare |
| Datum    | Mellan              | Resultat | 1     | 2     | 3     | 4     | 5     | Poäng totalt | Speltid | Åskådare |
| -------- | ------------------- | -------- | ----- | ----- | ----- | ----- | ----- | ------------ | ------- | -------- |
| 08-06-12 | Italien - Brasilien | 2 - 3    | 25:18 | 22:25 | 21:25 | 25:20 | 6:15  | 99 - 103     | 2:17    | 1 200    |
| 08-06-12 | Polen - Serbien     | 3 - 2    | 24:26 | 25:22 | 20:25 | 25:16 | 15:10 | 109 - 99     | 2:16    | 2 600    |
| 09-06-12 | Serbien - Brasilien | 2 - 3    | 25:21 | 18:25 | 23:25 | 25:23 | 5:15  | 96 - 109     | 2:17    | 2 200    |
| 09-06-12 | Polen - Italien     | 1 - 3    | 22:25 | 25:23 | 20:25 | 29:31 |       | 96 - 104     | 2:03    | 5 100    |
| 10-06-12 | Italien - Serbien   | 0 - 3    | 18:25 | 14:25 | 23:25 |       |       | 55 - 75      | 1:20    | 2 200    |
| 10-06-12 | Polen - Brasilien   | 2 - 3    | 15:25 | 13:25 | 25:23 | 25:22 | 10:15 | 88 - 110     | 2:17    | 5 300    |

### Andra helgen
| Grupp E                                                               | Grupp F                                                                    | Grupp G                                            | Grupp H                                                 |
| --------------------------------------------------------------------- | -------------------------------------------------------------------------- | -------------------------------------------------- | ------------------------------------------------------- |
| Spelplats: São Bernardo do Campo Brasilien · Tyskland · Italien · USA | Spelplats: Komaki Japan · Puerto Rico · Dominikanska republiken · Thailand | Spelplats: Foshan Kina · Sydkorea · Polen · Taiwan | Spelplats: Belgrad Argentina · Kuba · Serbien · Turkiet |

#### Grupp E
Spelplats: Ginasio Adib Moises, São Bernardo do Campo
| Datum    | Mellan               | Resultat | Set   | Set   | Set   | Set   | Set   | Poäng totalt | Speltid | Åskådare |
| Datum    | Mellan               | Resultat | 1     | 2     | 3     | 4     | 5     | Poäng totalt | Speltid | Åskådare |
| -------- | -------------------- | -------- | ----- | ----- | ----- | ----- | ----- | ------------ | ------- | -------- |
| 15-06-12 | Italien - USA        | 0 - 3    | 25:27 | 20:25 | 17:25 |       |       | 62 - 77      | 1:28    | 2 291    |
| 15-06-12 | Brasilien - Tyskland | 3 - 1    | 18:25 | 25:14 | 25:18 | 26:24 |       | 94 - 81      | 2:02    | 4 327    |
| 16-06-12 | USA - Tyskland       | 3 - 0    | 25:23 | 25:23 | 25:17 |       |       | 75 - 63      | 1:40    | 5 138    |
| 16-06-12 | Brasilien - Italien  | 3 - 2    | 26:24 | 14:25 | 25:15 | 24:26 | 16:14 | 105 - 104    | 2:15    | 5 700    |
| 17-06-12 | Brasilien - USA      | 1 - 3    | 25:20 | 18:25 | 18:25 | 23:25 |       | 84 - 95      | 2:03    | 5 700    |
| 17-06-12 | Tyskland - Italien   | 3 - 0    | 30:28 | 25:13 | 26:24 |       |       | 81 - 65      | 1:31    | 1 084    |

#### Grupp F
Spelplats: Park Arena Komaki, Komaki
| Datum    | Mellan                                | Resultat | Set   | Set   | Set   | Set   | Set   | Poäng totalt | Speltid | Åskådare |
| Datum    | Mellan                                | Resultat | 1     | 2     | 3     | 4     | 5     | Poäng totalt | Speltid | Åskådare |
| -------- | ------------------------------------- | -------- | ----- | ----- | ----- | ----- | ----- | ------------ | ------- | -------- |
| 15-06-12 | Thailand - Puerto Rico                | 3 - 1    | 25:18 | 19:25 | 25:11 | 25:19 |       | 94 - 73      | 1:38    | 490      |
| 15-06-12 | Japan - Dominikanska republiken       | 3 - 0    | 25:17 | 25:13 | 25:18 |       |       | 75 - 48      | 1:15    | 2 000    |
| 16-06-12 | Dominikanska republiken - Thailand    | 0 - 3    | 14:25 | 22:25 | 19:25 |       |       | 55 - 75      | 1:19    | 2 500    |
| 16-06-12 | Japan - Puerto Rico                   | 3 - 0    | 25:20 | 25:18 | 25:16 |       |       | 75 - 54      | 1:19    | 5 000    |
| 17-06-12 | Dominikanska republiken - Puerto Rico | 2 - 3    | 19:25 | 25:21 | 23:25 | 25:21 | 12:15 | 104 - 107    | 2:19    | 1 750    |
| 17-06-12 | Japan - Thailand                      | 2 - 3    | 15:25 | 25:16 | 25:22 | 19:25 | 16:18 | 100 - 106    | 2:04    | 5 000    |

#### Grupp G
Spelplats: Lingnan Pearl Gymnasium, Foshan
| Datum    | Mellan            | Resultat | Set   | Set   | Set   | Set   | Set | Poäng totalt | Speltid | Åskådare |
| Datum    | Mellan            | Resultat | 1     | 2     | 3     | 4     | 5   | Poäng totalt | Speltid | Åskådare |
| -------- | ----------------- | -------- | ----- | ----- | ----- | ----- | --- | ------------ | ------- | -------- |
| 15-06-12 | Sydkorea - Polen  | 0 - 3    | 17:25 | 16:25 | 22:25 |       |     | 55 - 75      | 1:46    | 3 000    |
| 15-06-12 | Kina - Taiwan     | 3 - 0    | 25:13 | 25:17 | 25:19 |       |     | 75 - 49      | 1:20    | 6 600    |
| 16-06-12 | Taiwan - Polen    | 0 - 3    | 10:25 | 24:26 | 19:25 |       |     | 53 - 76      | 1:27    | 2 100    |
| 16-06-12 | Kina - Sydkorea   | 3 - 0    | 25:22 | 25:16 | 25:18 |       |     | 75 - 56      | 1:19    | 7 100    |
| 17-06-12 | Taiwan - Sydkorea | 1 - 3    | 21:25 | 29:27 | 20:25 | 20:25 |     | 90 - 102     | 1:55    | 2 000    |
| 17-06-12 | Kina - Polen      | 3 - 0    | 25:19 | 25:17 | 29:27 |       |     | 79 - 63      | 1:24    | 8 300    |

#### Grupp H
Spelplats: Hala Pionir, Belgrad
| Datum    | Mellan              | Resultat | Set   | Set   | Set   | Set   | Set | Poäng totalt | Speltid | Åskådare |
| Datum    | Mellan              | Resultat | 1     | 2     | 3     | 4     | 5   | Poäng totalt | Speltid | Åskådare |
| -------- | ------------------- | -------- | ----- | ----- | ----- | ----- | --- | ------------ | ------- | -------- |
| 15-06-12 | Serbien - Argentina | 3 - 1    | 25:23 | 23:25 | 25:22 | 25:17 |     | 98 - 87      | 1:50    | 2 000    |
| 15-06-12 | Kuba - Turkiet      | 1 - 3    | 16:25 | 25:20 | 20:25 | 20:25 |     | 81 - 95      | 1:38    | 250      |
| 16-06-12 | Kuba - Serbien      | 3 - 0    | 25:14 | 25:15 | 25:17 |       |     | 75 - 46      | 1:11    | 4 050    |
| 16-06-12 | Turkiet - Argentina | 3 - 1    | 25:15 | 25:20 | 21:25 | 25:15 |     | 96 - 75      | 1:42    | 250      |
| 17-06-12 | Serbien - Turkiet   | 1 - 3    | 21:25 | 25:16 | 22:25 | 21:25 |     | 89 - 91      | 1:49    | 3 075    |
| 17-06-12 | Argentina - Kuba    | 0 - 3    | 16:25 | 19:25 | 19:25 |       |     | 54 - 75      | 1:19    | 200      |

### Tredje helgen
| Grupp I                                                | Grupp J                                                 | Grupp K                                                | Grupp L                                                              |
| ------------------------------------------------------ | ------------------------------------------------------- | ------------------------------------------------------ | -------------------------------------------------------------------- |
| Spelplats: Osaka Sydkorea · Tyskland · Japan · Turkiet | Spelplats: Bangkok Serbien · USA · Argentina · Thailand | Spelplats: Luohe Brasilien · Kina · Kuba · Puerto Rico | Spelplats: Taipei Taiwan · Italien · Polen · Dominikanska republiken |

#### Grupp I
Spelplats: Osaka Municipal Central Gymnasium, Osaka
| Datum    | Mellan              | Resultat | Set   | Set   | Set   | Set   | Set | Poäng totalt | Speltid | Åskådare |
| Datum    | Mellan              | Resultat | 1     | 2     | 3     | 4     | 5   | Poäng totalt | Speltid | Åskådare |
| -------- | ------------------- | -------- | ----- | ----- | ----- | ----- | --- | ------------ | ------- | -------- |
| 22-06-12 | Sydkorea - Turkiet  | 1 - 3    | 18:25 | 26:28 | 25:20 | 13:25 |     | 82 - 98      | 1:46    | 1 650    |
| 22-06-12 | Japan - Tyskland    | 1 - 3    | 22:25 | 12:25 | 25:17 | 16:25 |     | 75 - 92      | 1:50    | 4 850    |
| 23-06-12 | Tyskland - Sydkorea | 3 - 0    | 25:10 | 25:14 | 25:20 |       |     | 75 - 44      | 1:17    | 3 550    |
| 23-06-12 | Japan - Turkiet     | 1 - 3    | 25:23 | 14:25 | 21:25 | 17:25 |     | 77 - 98      | 1:50    | 6 700    |
| 24-06-12 | Tyskland - Turkiet  | 3 - 1    | 24:26 | 25:17 | 25:18 | 25:15 |     | 99 - 76      | 1:54    | 3 450    |
| 24-06-12 | Japan - Sydkorea    | 3 - 0    | 25:22 | 25:20 | 27:25 |       |     | 77 - 67      | 1:27    | 8 500    |

#### Grupp J
Spelplats: Keelawes 1, Bangkok
| Datum    | Mellan               | Resultat | Set   | Set   | Set   | Set   | Set | Poäng totalt | Speltid | Åskådare |
| Datum    | Mellan               | Resultat | 1     | 2     | 3     | 4     | 5   | Poäng totalt | Speltid | Åskådare |
| -------- | -------------------- | -------- | ----- | ----- | ----- | ----- | --- | ------------ | ------- | -------- |
| 22-06-12 | Serbien - USA        | 0 - 3    | 19:25 | 23:25 | 18:25 |       |     | 60 - 75      | 1:24    | 5 000    |
| 22-06-12 | Thailand - Argentina | 3 - 0    | 25:15 | 25:16 | 25:13 |       |     | 75 - 44      | 1:10    | 6 000    |
| 23-06-12 | USA - Argentina      | 3 - 0    | 25:23 | 25:17 | 25:12 |       |     | 75 - 52      | 1:20    | 6 000    |
| 23-06-12 | Serbien - Thailand   | 1 - 3    | 25:12 | 16:25 | 19:25 | 21:25 |     | 81 - 87      | 1:40    | 6 500    |
| 24-06-12 | Argentina - Serbien  | 0 - 3    | 16:25 | 22:25 | 24:26 |       |     | 62 - 76      | 1:20    | 6 500    |
| 24-06-12 | USA - Thailand       | 3 - 0    | 25:16 | 25:17 | 25:7  |       |     | 75 - 40      | 1:09    | 6 500    |

#### Grupp K
Spelplats: Luohe Sports Center, Luohe
| Datum    | Mellan                  | Resultat | Set   | Set   | Set   | Set   | Set  | Poäng totalt | Speltid | Åskådare |
| Datum    | Mellan                  | Resultat | 1     | 2     | 3     | 4     | 5    | Poäng totalt | Speltid | Åskådare |
| -------- | ----------------------- | -------- | ----- | ----- | ----- | ----- | ---- | ------------ | ------- | -------- |
| 22-06-12 | Kina - Puerto Rico      | 3 - 1    | 25:16 | 25:27 | 25:11 | 25:13 |      | 100 - 67     | 1:40    | 2 800    |
| 22-06-12 | Kuba - Brasilien        | 2 - 3    | 31:29 | 18:25 | 19:25 | 26:24 | 8:15 | 102 - 118    | 2:05    | 2 200    |
| 23-06-12 | Kina - Kuba             | 3 - 2    | 22:25 | 25:16 | 25:22 | 23:25 | 15:9 | 110 - 97     | 2:04    | 3 200    |
| 23-06-12 | Puerto Rico - Brasilien | 0 - 3    | 17:25 | 12:25 | 19:25 |       |      | 48 - 75      | 1:11    | 2 600    |
| 24-06-12 | Kuba - Puerto Rico      | 3 - 0    | 25:17 | 25:17 | 25:21 |       |      | 75 - 55      | 1:15    | 2 500    |
| 24-06-12 | Kina - Brasilien        | 0 - 3    | 20:25 | 22:25 | 19:25 |       |      | 61 - 75      | 1:24    | 3 400    |

#### Grupp L
Spelplats: Kaohsiung City, Taipei
| Datum    | Mellan                            | Resultat | Set   | Set   | Set   | Set   | Set   | Poäng totalt | Speltid | Åskådare |
| Datum    | Mellan                            | Resultat | 1     | 2     | 3     | 4     | 5     | Poäng totalt | Speltid | Åskådare |
| -------- | --------------------------------- | -------- | ----- | ----- | ----- | ----- | ----- | ------------ | ------- | -------- |
| 22-06-12 | Italien - Dominikanska republiken | 3 - 1    | 25:20 | 25:17 | 25:27 | 25:21 |       | 100 - 85     | 1:54    | 1 200    |
| 22-06-12 | Taiwan - Polen                    | 1 - 3    | 16:25 | 25:22 | 20:25 | 21:25 |       | 82 - 97      | 1:48    | 2 500    |
| 23-06-12 | Taiwan - Italien                  | 0 - 3    | 10:25 | 13:25 | 17:25 |       |       | 40 - 75      | 1:10    | 2 800    |
| 23-06-12 | Polen - Dominikanska republiken   | 3 - 0    | 25:16 | 25:19 | 25:14 |       |       | 75 - 49      | -       | -        |
| 24-06-12 | Taiwan - Dominikanska republiken  | 1 - 3    | 18:25 | 25:21 | 18:25 | 22:25 |       | 83 - 96      | 1:54    | 3 300    |
| 24-06-12 | Italien - Polen                   | 3 - 2    | 23:25 | 20:25 | 26:24 | 25:23 | 15:13 | 109 - 110    | 2:12    | 2 000    |

### Sluttabell
| Pos. | Landslag                | Poäng | Matcher | Matcher | Matcher   | Set   | Set       | Kvot   | Poäng | Poäng     | Kvot  |
| Pos. | Landslag                | Poäng | Spelade | Vunna   | Förlorade | Vunna | Förlorade | Kvot   | Vunna | Förlorade | Kvot  |
| ---- | ----------------------- | ----- | ------- | ------- | --------- | ----- | --------- | ------ | ----- | --------- | ----- |
| 1    | USA                     | 27    | 9       | 9       | 0         | 27    | 2         | 13.500 | 720   | 525       | 1.371 |
| 2    | Kina                    | 23    | 9       | 8       | 1         | 24    | 8         | 3.000  | 766   | 622       | 1.232 |
| 3    | Turkiet                 | 21    | 9       | 7       | 2         | 23    | 12        | 1.917  | 808   | 738       | 1.095 |
| 4    | Thailand                | 20    | 9       | 7       | 2         | 22    | 11        | 2.200  | 709   | 633       | 1.120 |
| 5    | Brasilien               | 19    | 9       | 8       | 1         | 25    | 14        | 1.786  | 873   | 774       | 1.128 |
| 6    | Kuba                    | 19    | 9       | 6       | 3         | 23    | 13        | 1.769  | 809   | 747       | 1.083 |
| 7    | Tyskland                | 18    | 9       | 6       | 3         | 20    | 11        | 1.818  | 709   | 621       | 1.142 |
| 8    | Polen                   | 16    | 9       | 5       | 4         | 20    | 15        | 1.333  | 789   | 740       | 1.066 |
| 9    | Japan                   | 13    | 9       | 4       | 5         | 17    | 16        | 1.063  | 721   | 720       | 1.001 |
| 10   | Italien                 | 13    | 9       | 4       | 5         | 16    | 19        | 0.842  | 773   | 772       | 1.001 |
| 11   | Serbien                 | 11    | 9       | 3       | 6         | 15    | 19        | 0.789  | 720   | 750       | 0.960 |
| 12   | Dominikanska republiken | 7     | 9       | 2       | 7         | 9     | 22        | 0.409  | 617   | 725       | 0.851 |
| 13   | Puerto Rico             | 5     | 9       | 2       | 7         | 8     | 24        | 0.333  | 608   | 751       | 0.810 |
| 14   | Sydkorea                | 4     | 9       | 1       | 8         | 8     | 25        | 0.320  | 673   | 798       | 0.843 |
| 15   | Argentina               | 0     | 9       | 0       | 9         | 4     | 27        | 0.148  | 584   | 759       | 0.769 |
| 16   | Taiwan                  | 0     | 9       | 0       | 9         | 3     | 27        | 0.111  | 542   | 746       | 0.727 |

## Slutspelsrundan

### Resultat
| Datum    | Mellan               | Resultat | Set   | Set   | Set   | Set   | Set   | Poäng totalt | Speltid | Åskådare |
| Datum    | Mellan               | Resultat | 1     | 2     | 3     | 4     | 5     | Poäng totalt | Speltid | Åskådare |
| -------- | -------------------- | -------- | ----- | ----- | ----- | ----- | ----- | ------------ | ------- | -------- |
| 27-06-12 | Brasilien - USA      | 2 - 3    | 19:25 | 20:25 | 25:20 | 25:13 | 13:15 | 102 - 98     | 2:17    | 3.000    |
| 27-06-12 | Thailand - Turkiet   | 1 - 3    | 22:25 | 21:25 | 25:20 | 24:26 |       | 92 - 96      | 1:46    | 2.000    |
| 27-06-12 | Kina - Kuba          | 3 - 0    | 25:22 | 25:22 | 25:17 |       |       | 75 - 61      | 1:19    | 6.500    |
| 28-06-12 | USA - Thailand       | 3 - 1    | 25:18 | 27:25 | 18:25 | 25:18 |       | 95 - 86      | 1:50    | 2.200    |
| 28-06-12 | Kuba - Turkiet       | 0 - 3    | 23:25 | 9:25  | 20:25 |       |       | 52 - 75      | 1:13    | 2.000    |
| 28-06-12 | Kina - Brasilien     | 1 - 3    | 21:25 | 25:21 | 19:25 | 18:25 |       | 83 - 96      | 1:48    | 6.700    |
| 29-06-12 | Brasilien - Kuba     | 3 - 0    | 25:17 | 25:12 | 25:14 |       |       | 75 - 43      | 1:09    | 3.400    |
| 29-06-12 | Turkiet - USA        | 1 - 3    | 18:25 | 23:25 | 25:21 | 20:25 |       | 86 - 96      | 1:50    | 2.970    |
| 29-06-12 | Kina - Thailand      | 2 - 3    | 25:21 | 22:25 | 32:34 | 25:21 | 13:15 | 117 - 116    | 2:18    | 5.800    |
| 30-06-12 | Brasilien - Thailand | 3 - 0    | 25:20 | 25:23 | 25:14 |       |       | 75 - 57      | 1:18    | 4'000    |
| 30-06-12 | Kuba - USA           | 0 - 3    | 14:25 | 24:26 | 14:25 |       |       | 52 - 76      | 1:17    | 2.200    |
| 30-06-12 | Kina - Turkiet       | 1 - 3    | 26:24 | 22:25 | 23:25 | 21:25 |       | 92 - 99      | 1:48    | 7.800    |
| 01-07-12 | Turkiet - Brasilien  | 1 - 3    | 21:25 | 25:23 | 20:25 | 15:25 |       | 81 - 98      | 1:49    | 4.550    |
| 01-07-12 | Thailand - Kuba      | 3 - 0    | 25:22 | 30:28 | 25:23 |       |       | 80 - 73      | 1:25    | 2.500    |
| 01-07-12 | Kina - USA           | 0 - 3    | 24:26 | 21:25 | 25:27 |       |       | 70 - 78      | 1:33    | 7.800    |

### Sluttabell
| Pos | Landslag  | Poäng | Matcher | Matcher | Matcher   | Set   | Set       | Kvot  | Poäng | Poäng     | Kvot  |
| Pos | Landslag  | Poäng | Spelade | Vunna   | Förlorade | Vunna | Förlorade | Kvot  | Vunna | Förlorade | Kvot  |
| --- | --------- | ----- | ------- | ------- | --------- | ----- | --------- | ----- | ----- | --------- | ----- |
| 1   | USA       | 14    | 5       | 5       | 0         | 15    | 4         | 3.750 | 443   | 396       | 1.119 |
| 2   | Brasilien | 13    | 5       | 4       | 1         | 14    | 5         | 2.800 | 446   | 362       | 1.232 |
| 3   | Turkiet   | 9     | 5       | 3       | 2         | 11    | 8         | 1.375 | 437   | 430       | 1.016 |
| 4   | Thailand  | 5     | 5       | 2       | 3         | 8     | 11        | 0.727 | 431   | 456       | 0.945 |
| 5   | Kina      | 4     | 5       | 1       | 4         | 7     | 12        | 0.583 | 437   | 450       | 0.971 |
| 6   | Kuba      | 0     | 5       | 0       | 5         | 0     | 15        | 0.000 | 281   | 381       | 0.738 |

## Slutplaceringar
| Pos. | Lag                     |
| ---- | ----------------------- |
|      | USA                     |
|      | Brasilien               |
|      | Turkiet                 |
| 4    | Thailand                |
| 5    | Kina                    |
| 6    | Kuba                    |
| 7    | Tyskland                |
| 8    | Polen                   |
| 9    | Japan                   |
| 10   | Italien                 |
| 11   | Serbien                 |
| 12   | Dominikanska republiken |
| 13   | Puerto Rico             |
| 14   | Sydkorea                |
| 15   | Argentina               |
| 16   | Taiwan                  |

## Individuella utmärkelser[2]
| Utmärkelse              | Namn              | Lag       |
| ----------------------- | ----------------- | --------- |
| Mest värdefulla spelare | Megan Hodge       | USA       |
| Bästa poängvinnare      | Megan Hodge       | USA       |
| Bästa anfallare         | Yoana Palacio     | Kuba      |
| Bästa blockare          | Thaísa de Menezes | Brasilien |
| Bästa servare           | Neslihan Demir    | Turkiet   |
| Bästa passare           | Nootsara Tomkom   | Thailand  |
| Bästa mottagare         | Gülden Kayalar    | Turkiet   |
| Bästa libero            | Zhang Xian        | Kina      |